# Петер Дюттманн
Петер «Боніфацій» Дюттманн (нім. Peter "Bonifazius" Düttmann; 23 травня 1923, Гіссен — 9 січня 2001, Ляйнфельден-Ехтердінген) — німецький льотчик-ас винищувальної авіації, лейтенант люфтваффе. Кавалер Лицарського хреста Залізного хреста.

## Біографія
Після початку війни вступив на службу в люфтваффе. Після закінчення льотної школи 7 травня 1943 року зарахований в 5-у ескадрилью 52-ї винищувальної ескадри. Учасник Німецько-радянської війни. Став одним із найрезультативніших молодих льотчиків ескадри. Свою першу перемогу здобув 21 травня 1943 року, і до кінця року на його рахунку було вже 24 збиті радянські літаки. В березні 1944 року здобув 18, в квітні — 22, в травні — 14 перемог. 7 травня 1944 року в Криму збив 9 радянських літаків (загальна кількість його перемог досягла 91). В травні-вересні 1944 року перебував у відпустці. 24 вересня 1944 року отримав свою 100-у, а 13 листопада — 125-127-у перемоги. З 23 грудня 1944 року — командир 5-ї ескадрильї своєї ескадри. 13 квітня 1945 року збив 150-й літак.
Всього за час бойових дій здійснив 398 бойових вильотів і збив 152 радянські літаки (в тому числі 38 Іл-2 і 98 винищувачів), а також знищив 2 танки «Шерман». Сам Дюттманн був збитий 19 разів, в основному зенітною артилерією.

## Нагороди
- Нагрудний знак пілота (12 лютого 1942) — нагороджений генералом авіації Густавом Кастнер-Кірдорфом.
- Залізний хрест
  - 2-го класу (6 серпня 1943) — нагороджений генерал-лейтенантом Карлом Ангерштайном.
  - 1-го класу (25 серпня 1943) — нагороджений генералом авіації Отто Десслохом.
- Авіаційна планка винищувача в золоті (17 серпня 1943) — нагороджений оберстлейтенантом Дітріхом Грабаком.
- Почесний Кубок Люфтваффе (8 лютого 1944)
- Німецький хрест в золоті (15 квітня 1944)
- Лицарський хрест Залізного хреста (9 червня 1944) — за 91 перемогу.